# 秧草地站
秧草地站是位于中华人民共和国云南省曲靖市师宗县葵山镇秧草地的一个铁路车站，建于1997年，目前为五等站，隶属中国铁路昆明局集团管辖，西距昆明站169公里，东距威舍站139公里，南宁站659公里。该站仅办理昆明站与红果站间普慢列车的旅客乘降；不办理行李、包裹托运；不办理货运营业。

## 历史
- 建于1997年。